# Lokomotiva TKh1

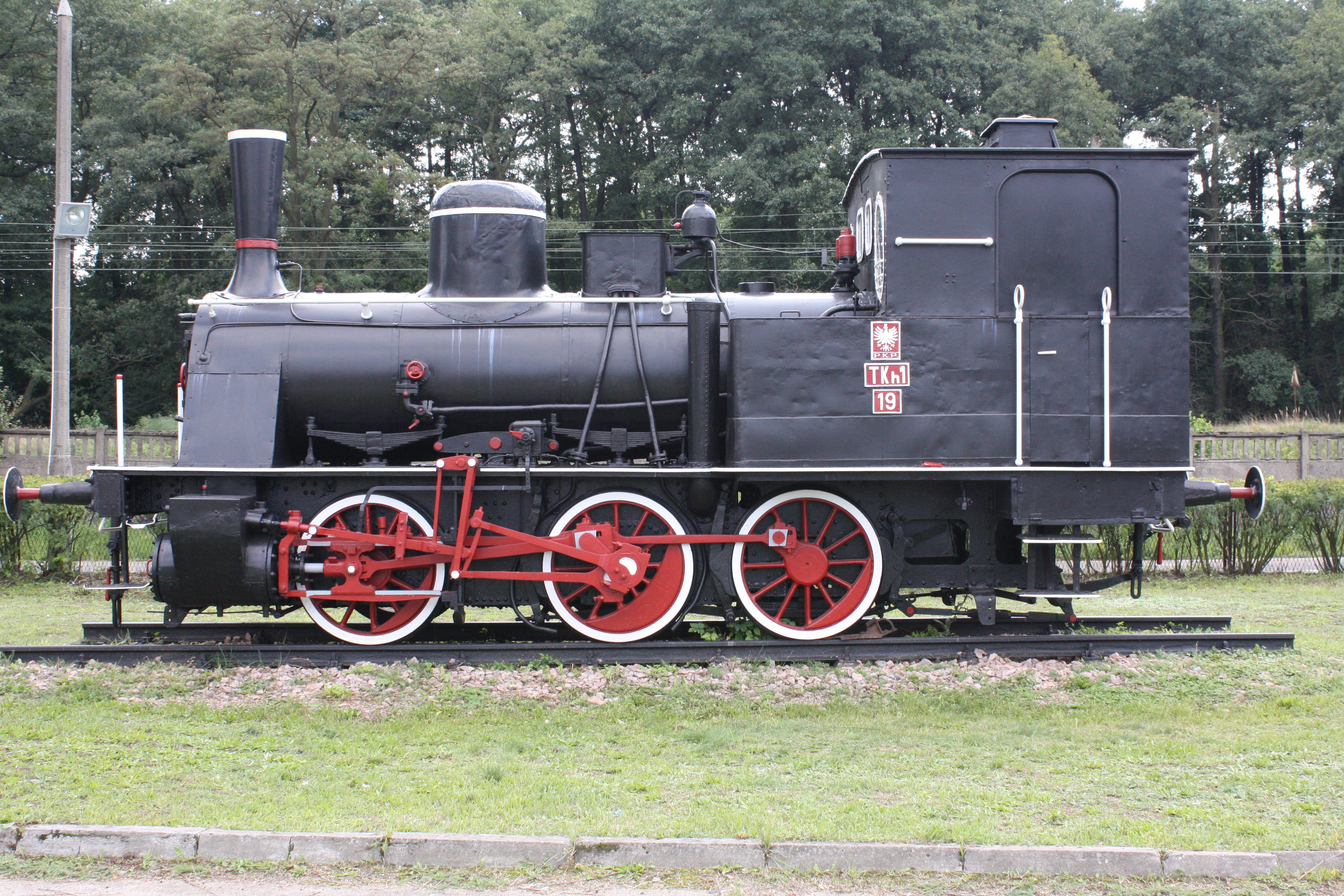
Lokomotiva TKh1 (Toruň-Kluczyki)

TKh1 je polská parní lokomotiva, vyráběná v letech 1890 až 1910 v berlínském závodě Orenstein & Koppel. Lokomotivy tohoto typu byly používány především k přepravě zboží při výrobě a zpracování dřeva na lesní železnici, zřídka na osobní přepravu. Bylo vyrobeno asi 5000 kusů, mimo Polsko byly vyváženy do Rumunska, Bulharska a Albánie.